# 重症心身障害児
重症心身障害児（じゅうしょうしんしんしょうがいじ）とは、児童福祉法上、重度の知的障害、および、重度の肢体不自由が重複している状態にある児童・生徒を指す（児童福祉法第7条第2項）。支援方法については、「重症心身障害児#支援」を参照。

## 概要
重症心身障害の状態にある児童・生徒を「重症心身障害児」と称する（児童福祉法第7条第2項）。重心と省略されたこともあったが、差別的ニュアンスが強いため、児童の時期は重症心身障害児、それ以降は重症心身障害者との呼称が提唱され、併せて重症心身障害児（者）と呼ばれることがある。（省略する場合は、重症児・重症者・重症児（者）と称されることがある。）
施設入所への制限につながるため、日本では定義が明確でない。医学的には、下表の元・東京都立療育センター院長大島一良により考案された分類（「大島分類」）により定義される。このうち、重症心身障害は、1～4に相当し、1の中でも特に重い状態の者を「超重症児・者」としている。学校教育法上は、重度重複障害の一つとしてとらえられている。
|             |        | 運動能力 | 運動能力 | 運動能力 | 運動能力 | 運動能力 |
| 走れる      | 歩ける | 歩けない | 座れる   | 寝たきり |          |          |
| ----------- | ------ | -------- | -------- | -------- | -------- | -------- |
| 知 能 指 数 | 70-80  | 21       | 22       | 23       | 24       | 25       |
| 知 能 指 数 | 50-70  | 20       | 13       | 14       | 15       | 16       |
| 知 能 指 数 | 35-50  | 19       | 12       | 7        | 8        | 9        |
| 知 能 指 数 | 20-35  | 18       | 11       | 6        | 3        | 4        |
| 知 能 指 数 | -20    | 17       | 10       | 5        | 2        | 1        |

## 学校教育
教育方法としては、個々の状態に応じて、重要度の高いケアに関する教育領域を扱う特別支援学校に通う形となる（主に、教員配置数比率が高い肢体不自由 or 病弱）。具体的な内容は、「自立活動中心の指導」となるケースが多い。
ただし、本人あるいは保護者の希望などもあるため、例えば、拠点数も多く、当該児童・生徒の自宅近隣の知的障害を教育領域とする特別支援学校(それも、単一の知的障害の児童・生徒をメインとする学校)で対応するケースもあり、その対応方法は一様ではない。このため、保護者や教員、その他関連する人々の負荷をどう軽減するかが課題となっている。

## 支援
一人一人のニーズに応じたきめ細かな教育的支援が行われる。中でも、個々の児童の満足感や幸福感など、生活の質 (QOL) の向上を目指した教育的支援に重点がおかれている。
具体的には、人工知能やコンピュータ技術を活用した、AAC（拡大・代替コミュニケーション）による意思疎通の支援などが行われる。このような支援により、自らの意思の表出が可能になり、コミュニケーションの拡大に伴って、児童の心理面にも良い影響がみられている。